# Morvan II de Vannes
Morvan II de Vannes (mort vers 1128) est évêque de Vannes de 1085 à 1128.

## Contexte
Morvan, archidiacre de la cathédrale de Vannes, est élu évêque vers 1085. Il est présent lorsque le duc Alain IV de Bretagne donne en 1086 à l'abbaye Sainte-Croix de Quimperlé ses droits en Plouhinec sur quatre villages et avant le 30 décembre 1089 ses droits sur le petit monastère de Saint-Cado. À la fin de la même année, il arbitre avec Sylvestre de la Guerche, évêque de Rennes, et Gervais, abbé de Saint-Mélaine, un conflit entre les chapelains ducaux et les moines de Saint-Sauveur de Redon au sujet de la célébration des trois messes de Noël.
En 1090, il assiste aux obsèques la duchesse Constance de Normandie et, en 1092, il célèbre la cérémonie d'inhumation d'Emme de Léon, fille de Guyomarch II de Léon et épouse d'Eudon Ier de Porhoët dans l'église Sainte-Croix de Josselin. L'année suivante, il règle avec l'abbé de Saint-Sauveur de Redon l'exercice de la juridiction épiscopale qui avait été concédée jadis à cette abbaye. Il prend part le 16 mars 1096 au concile de Tours, où le pape Urbain II enrôle de nombreux croisés pour la reconquête de Jérusalem. Il profite de son voyage pour demander au pontife la restitution de Belle-Île-en-Mer à son diocèse : l'abbé de Sainte-Croix de Quimperlé, qui s'était substitué aux droits de l'évêque de Quimper, s'oppose fortement à cette réclamation, et finit par avoir gain de cause selon le cartulaire de Quimperlé.
Morvan inaugure le XIIe siècle et intervient lors de l'élection controversée de l'évêque d'Angers Renaud de Martigné (1102), puis dans les conflits récurrents que subit l'abbaye de Redon avec Marmoutier (1105/1107) et Sainte-Croix (1117), et lors de la donation du prieuré de Saint-Martin de Josselin à l'abbaye de Marmoutier (1116). Il meurt en 1128, après un long épiscopat d'environ 43 ans. Selon Augustin du Paz, il serait mort après un épiscopat de 40 ans en 1128.

## Sources
- (la) Jean-Barthélemy Hauréau, Gallia Christiana, vol. XIV Provincia Turonensi, Paris, Firmin-Didot, 1856, p. 923-924 Ecclesia Venentesis XXVIII Morvannus.
- Pierre-Hyacinthe Morice de Beaubois Histoire ecclésiastique et civile de Bretagne, composée sur les auteurs et les titres originaux... & enrichie d'une dissertation sur l'établissement des Bretons dans l'Armorique et de plusieurs notes critiques, 2 vol., 1750-1756. vol.2: p. XXXIJ.
- « Les évêques de Vannes », Nantes, Revue de Bretagne et de Vendée (sous la direction d'Arthur de la Borderie), 1865 (1er semestre), p. 169-200